# Ilva Niño
Ilva Niño Mendonça (Floresta, 15 de novembro de 1933 – Rio de Janeiro, 12 de junho de 2024) foi uma atriz, encenadora e professora de teatro brasileira. Ao longo de uma trajetória artística que se estendeu por oito décadas, notabilizou-se especialmente nos meios televisivo e teatral, imortalizando numerosas personagens, muitas das quais representando mulheres nordestinas ou empregadas domésticas.
Em 1957, ganhou o prêmio de Melhor atriz no Festival de Amadores Nacionais por sua atuação na peça O Auto da Compadecida como a 'mulher do Padeiro'. A partir daí, permaneceu atuando em uma série de peças teatrais, tendo fundado o Teatro Ninõ de Artes Luiz Mendonça, uma homenagem à seu marido, o ator e diretor Luiz Mendonça (falecido em 1995), onde lecionou aulas artísticas por muitos anos.
A partir da década de 1970, tornou-se figura carimbada em diversas telenovelas e programas da Rede Globo, tendo interpretado domésticas, donas de casa e nordestinas, mulheres prestativas e de personalidade forte, como a sofredora Alzira em Pecado Capital (1975), a sonhadora Cotinha em Sem Lenço, sem Documento (1978), a rabugenta Iara em Partido Alto (1984), a religiosa Irmã Teresa em Terra Nostra (1999), a cangaceira Cândida em Cordel Encantado (2011) e a piauiense Epifânia em Cheias de Charme (2012). No entanto, em 1985, viveu um dos momentos mais marcantes e lembrados da sua carreira, ao interpretar a submissa Mina em Roque Santeiro, empregada que sofria nas mãos da patroa, a Viúva Porcina, interpretada por Regina Duarte, que berrava o bordão "Minaaaa!" todas as vezes que chamava a serviçal.

## Biografia
A atriz nasceu em Pernambuco, na cidade de Floresta, em 15 de novembro de 1933. Ela é atriz de cinema, de teatro, mas principalmente de televisão. Ilva foi para o Rio de Janeiro logo após o regime de 64. Foi levada para a televisão nos anos 70 pelo autor Dias Gomes. A atriz é viúva do diretor de teatro Luiz Mendonça e é mãe do falecido ator Luiz Carlos Niño.
Sempre com papéis coadjuvantes Ilva Niño tem uma vasta carreira na televisão, são mais de 30 novelas e várias participações em séries, todas as produções foram exibidas pela Rede Globo. Entre suas várias telenovelas, é lembrada até hoje pela empregada Mina em Roque Santeiro, quando a divertida Viúva Porcina (Regina Duarte) imortalizou o bordão "Miiiiiiiiiiinaaaaaa" sempre que precisava da empregada. Ilva é muito conhecida por quase sempre interpretar uma empregada nas novelas.
Sua estreia na televisão veio em 1971 atuando em Bandeira 2, novela de Dias Gomes no horário das dez, interpretado Santa, uma das integrantes da família de retirantes nordestinos de Severino (vivido pelo ator Sebastião Vasconcelos). Retornou as telinhas três anos mais tarde em Corrida do Ouro, onde viveu Jandira.
Daí em diante Ilva não parou mais de fazer novelas, em 1975 interpreta a empregada Filomena em Gabriela e a Alzira, a mãe da protagonista de Pecado Capital.
Em 1977 interpreta uma das domésticas protagonistas de Sem Lenço, sem Documento, na trama ela vive Cotinha, a irmã mais velha das quatro domésticas, uma mulher muito divertida e apaixonada pela voz de um locutor de rádio. Depois fez participações em algumas produções na Rede Globo, como Água Viva, Jogo da Vida, Lampião e Maria Bonita e Quem Ama não Mata.
Em 1984 se destaca na novela do horário nobre Partido Alto, interpretando a fofoqueira Iara, ela é o terror da vizinhança, desbocada e faladeira, ela está sempre presente nos acontecimentos da novela. Em 1985, interpreta a inesquecível Mina em Roque Santeiro.
Acumulou diversos outros trabalhos na Rede Globo, como: a acolhedora Belmira em O Outro, a sofrida batalhadora Mainha em Bebê a Bordo, a cozinheira Anésia em O Sexo dos Anjos, a empregada Naninha em Pedra Sobre Pedra e outra empregada, a Neide, em Tropicaliente. Em 1995 entra no elenco de História de Amor como a cozinheira Chica. Em 1996 faz uma participação especial em O Rei do Gado como Joana. Em 1997 faz uma participação em Por Amor como a caseira Dalva.
Em 1999 emendou duas novelas das nove, uma atrás da outra, esteve em Suave Veneno como empregada de Valdomiro (José Wilker), Zezé, e participa de Terra Nostra como a freira Teresa. Participou da primeira fase da novela Porto dos Milagres, de Aguinaldo Silva, em 2001. Fez uma participação especial na temporada de 2002 de Malhação.
Depois de participações especiais em Senhora do Destino, Alma Gêmea e Pé na Jaca, integra o elenco da novela Sete Pecados, de Walcyr Carrasco, interpretando a empregada Marli.
Em 2009, interpretou Ernestina, uma doce empregada em Cama de Gato.
Em 2011, volta as novelas interpretando a cangaceira Cândida, em Cordel Encantado.
Em 2012 interpretou Epifânia em Cheias de Charme, na trama ela era mãe da cômica Socorro (vivida pela atriz Titina Medeiros) e foi contatada pela cantora Chayene (Cláudia Abreu) para trabalhar como sua personal parteira, até descobrir que sua gravidez é uma farsa. Em 2013 estava no elenco de Saramandaia, como a governanta Cleide.
Em novembro de 2014, a atriz foi internada no Rio de Janeiro, para tratamento de um câncer no intestino. Depois do tratamento, passando por cirurgia, a atriz se recuperou e já em abril de 2015 estava reformando seu teatro localizado no centro da cidade do Rio de Janeiro.
Em 2016, depois de três anos afastada da TV se recuperando de um câncer no intestino voltou a atuar em Malhação: Pro Dia Nascer Feliz interpretado Damiana, a avó da protagonista Joana.

## Vida pessoal
Era viúva do autor e diretor teatral Luiz Mendonça, com quem foi casada entre 1957 e 1995. Juntos tiveram um filho, o ator Luiz Carlos Niño, falecido em 2005, aos 40 anos.
Ilva também foi diretora e professora da escola de teatro "Niño de Artes Luiz Mendonça", fundada por ela em 2003 em homenagem a seu marido, e professora de teatro da EPSJV-FIOCRUZ, ambas no Rio de Janeiro.

### Saúde e morte
No início de 2014, Ilva se afastou dos trabalhos artísticos para tratar de um câncer no intestino, do qual veio a se recuperar em 2016.
Morreu no dia 12 de junho de 2024, aos 90 anos. A atriz estava internada desde o dia 13 de maio no Hospital Quali, em Ipanema, depois de passar por uma cirurgia cardíaca para tratar complicações respiratórias, digestivas e renais, que culminaram numa falência múltipla de órgãos.

## Filmografia

### Televisão
| Ano     | Título                                     | Papel                            | Notas                              |
| ------- | ------------------------------------------ | -------------------------------- | ---------------------------------- |
| 1971    | Bandeira 2                                 | Santa                            |                                    |
| 1974    | Corrida do Ouro                            | Jandira                          |                                    |
| 1975    | Gabriela                                   | Dona Filomena                    | Episódio: "14 de abril"            |
| 1975    | Pecado Capital                             | Alzira Batista                   |                                    |
| 1977    | Sem Lenço, Sem Documento                   | Maricota Galvão (Cotinha)        |                                    |
| 1979    | Feijão Maravilha                           | Filomena                         |                                    |
| 1980    | Água Viva                                  | Antônia                          |                                    |
| 1982    | Jogo da Vida                               | Mãe de Mariúcha                  | Episódio: "8 de maio"              |
| 1982    | Quem Ama Não Mata                          | Helena                           |                                    |
| 1982    | Lampião e Maria Bonita                     | Odete Conceição de Oliveira      |                                    |
| 1983    | Guerra dos Sexos                           | Mulher na selva                  | Episódio: "6 de junho"             |
| 1984    | Partido Alto                               | Iara de Jesus                    |                                    |
| 1985    | Roque Santeiro                             | Filismina (Mina)                 |                                    |
| 1987    | O Outro                                    | Belmira Pescolato Silveira       |                                    |
| 1988    | Bebê a Bordo                               | Maria Bezerra (Mainha)           |                                    |
| 1989    | O Sexo dos Anjos                           | Anésia                           |                                    |
| 1992    | Você Decide                                | Genoveva                         | Episódio: "Cigarra ou Formiga"     |
| 1992    | Pedra sobre Pedra                          | Naninha                          |                                    |
| 1993    | Contos de Verão                            | Neusa                            |                                    |
| 1993    | Você Decide                                | Elza                             | Episódio: "Faça a Coisa Certa"     |
| 1994    | Confissões de Adolescente                  | Dona Sebastiana                  | Episódio: "Ainda Não!"             |
| 1994    | Tropicaliente                              | Neide                            |                                    |
| 1995    | História de Amor                           | Chica                            |                                    |
| 1996    | O Rei do Gado                              | Joana                            |                                    |
| 1997    | Caça Talentos                              | Madame Esmeralda                 | Episódio: "Na Palma da Mão"        |
| 1997    | Por Amor                                   | Dalva                            |                                    |
| 1998    | Você Decide                                | Maria                            | Episódio: "A Volta por Cima"       |
| 1999    | Suave Veneno                               | Maria José (Zezé)                |                                    |
| 1999    | Terra Nostra                               | Irmã Teresa                      |                                    |
| 2000    | Malhação                                   | Yolanda                          |                                    |
| 2001    | Porto dos Milagres                         | Valderice                        |                                    |
| 2002    | Malhação                                   | Irmã Teresa de Almeida           |                                    |
| 2004    | Sítio do Picapau Amarelo                   | Tonha Timbó                      | Episódio: "A Estrada"              |
| 2004    | Senhora do Destino                         | Severina Pimentel (Dona Bil)     | Episódio: "28 de junho"            |
| 2005    | Alma Gêmea                                 | Almerinda                        | Episódios: "25–27 de junho"        |
| 2006    | Um Menino muito Maluquinho                 | Irene                            |                                    |
| 2006    | Pé na Jaca                                 | Santa Mangabeira de Arrabal      |                                    |
| 2007    | Sete Pecados                               | Marli Pereira                    |                                    |
| 2008    | Duas Caras                                 | Risoleta                         | Episódios: "26–28 de março"        |
| 2008    | Faça Sua História                          | Dalva                            | Episódio: "Álbum de Família"       |
| 2008    | Guerra e Paz                               | Naná                             | Episódio: "O Belo e as Feras"      |
| 2009    | Toma Lá, Dá Cá                             | Dona Damiana                     | Episódio: "O Anel que Tu me Deste" |
| 2009    | Cama de Gato                               | Ernestina Tibiriçá               |                                    |
| 2011    | Cordel Encantado                           | Cândida Araújo                   |                                    |
| 2012    | Cheias de Charme                           | Maria Epifânia Cordeiro de Jesus |                                    |
| 2013    | Saramandaia                                | Cleide Neves Tavares             |                                    |
| 2016    | Mister Brau                                | Dona Zoraide                     | Episódio: "24 de maio"             |
| 2016    | Malhação: Pro Dia Nascer Feliz             | Damiana Miranda                  |                                    |
| 2017    | Planeta B                                  | Dona Fofinha                     | Episódio: "A Franga Passou!"       |
| 2018    | O Outro Lado do Paraíso                    | Sebastiana Almeida (Tiana)       | Episódios: "19–20 de fevereiro"    |
| 2019–21 | Os Roni                                    | Dona Santinha                    |                                    |
| 2020    | Rua do Sobe e Desce, Número que Desaparece | Janice                           | 1 episódio                         |

### Cinema
| Ano  | Título                                        | Papel                        | Nota                   |
| ---- | --------------------------------------------- | ---------------------------- | ---------------------- |
| 1971 | André, a Cara e a Coragem                     | Carolina                     |                        |
| 1971 | Como Ganhar na Loteria sem Perder a Esportiva | Zefa                         |                        |
| 1972 | Cassy Jones, o Magnífico Sedutor              | Prostituta                   |                        |
| 1973 | Aladim e a Lâmpada Maravilhosa                | Cliente reclamante do elixir |                        |
| 1975 | Com Um Grilo na Mão                           | Rosa                         |                        |
| 1975 | Uma Mulata Para Todos                         |                              |                        |
| 1976 | Crueldade Mortal                              | Josefina                     |                        |
| 1980 | O Escolhido de Iemanjá                        | Mãe do acidentado            |                        |
| 1981 | Amor e Traição                                |                              | Apenas voz             |
| 1982 | Piranha de Véu e Grinalda                     | Raimunda                     |                        |
| 1982 | Insônia                                       |                              | Episódio: "Dois Dedos" |
| 1986 | Com Licença, Eu Vou à Luta                    | Mãe de Otávio                |                        |
| 1986 | Ópera do Malandro                             | Dóris Pelanca                |                        |
| 1986 | Vento Sul                                     |                              |                        |
| 1987 | Leila Diniz                                   | Babá                         |                        |
| 1987 | Fronteira das Almas                           | Vítima dos grileiros         |                        |
| 1990 | Stelinha                                      | Mendiga                      |                        |
| 2011 | Assalto ao Banco Central                      | Marisa Mello                 |                        |
| 2016 | Minha Mãe é Uma Peça 2                        | Zezé                         |                        |
| 2018 | Hotel Delire                                  | Otília                       |                        |

## Teatro[23]

#### Trajetória
Foi professora de teatro na EPSJV-FIOCRUZ. Em 2003 fundou a casa Niño das Artes Luís Mendonça em homenagem ao seu falecido marido.
| Título     | Ano                                                       |
| ---------- | --------------------------------------------------------- |
| 1951       | O Defunto                                                 |
| 1953       | A Ditadora                                                |
| 1954       | O Pivete                                                  |
| 1956-1959  | O Auto da Compadecida como a primeira mulher do padeiro   |
| 1961       | A Derradeira Ceia                                         |
| 1962; 1965 | A Incelença                                               |
| 1962       | Julgamento em Novo Sol                                    |
| 1962       | O Auto do Indivíduo Analfabeto                            |
| 1963       | A Via Sacra                                               |
| 1963       | Da Lapinha ao Pastoril                                    |
| 1963       | Estórias do Mato                                          |
| 1964       | O Inquilino                                               |
| 1965       | A Raposa e as Uvas                                        |
| 1966       | Se Correr o Bicho Pega, Se Ficar o Bicho Come             |
| 1968       | Paixão de Cristo                                          |
| 1969       | Treco nos Cabos                                           |
| 1970       | Casa Grande e Senzala                                     |
| 1972       | A Pena e a Lei                                            |
| 1974-1975  | Mais Quero Asno Que Me Carregue Que Cavalo Que Me Derrube |
| 1976       | O Último Carro                                            |
| 1977       | Dom Quixote de La Mancha                                  |
| 1977       | É Muito Socó Pra Um Socó Só Coçar                         |
| 1977       | O Bom Burguês                                             |
| 1977       | O Santo Homem                                             |
| 1977       | Onde Canta O Sabiá                                        |
| 1978       | Ópera do malandro                                         |
| 1980       | O Último dos Nukupyrus                                    |
| 1985; 2002 | A filha da...                                             |
| 1993; 1999 | Um Sábado em 30                                           |
| 2007       | Bordel da Humanidade                                      |
| 2012       | A Incelença                                               |
| 2016       | Cabaré da Humanidade (musical/protagonista)               |

## Prêmios e Indicações
| Ano  | Premiação                         | Categoria           | Nomeação              | Resultado |
| ---- | --------------------------------- | ------------------- | --------------------- | --------- |
| 1957 | 1º Festival de Amadores Nacionais | Melhor atriz        | O Auto da Compadecida | Venceu    |
| 2018 | Festival de Cinema de Triunfo     | Contribuição à Arte | Homenagem             | Venceu    |